# Terre-de-Bas (Petite-Terre)
Terre-de-Bas es el nombre que recibe una pequeña isla deshabitada de 150 hectáreas situada en las Antillas francesas en el océano Atlántico y parte de las islas de Petite-Terre administradas desde el departamento de Guadalupe, concretamente en el municipio o comuna de La Désirade.
Se trata de una isla coralina al suroeste de Terre-de-Haut al noreste de María Galante y al sur de La Désirade cuyo punto más elevado o culminante esta a apenas 8 metros sobre el nivel del mar.